# Jak–15
A Jak–15, (oroszul: Як–15, NATO-kódja: Feather) szovjet vadászrepülőgép az 1940-es évekből, melyet a Jakovlev-tervezőiroda fejlesztett ki. Az első szovjet sugárhajtású vadászgépek közé tartozik, egyike a legkisebb tömegű sugárhajtású vadászgépeknek.

## Története
A második világháború idején a Szovjetunió lemaradt a többi katonai hatalom mögött a sugárhajtású repülőgépek fejlesztésében. Nem rendelkezett egyetlen gázturbinás repülőgép-hajtóművel sem, mindössze kevéssé sikeres próbákat folytatott rakétahajtású és vegyes hajtású (dugattyús motorral hajtott kompresszort használó sugárhajtómű) repülőgépekkel. A háború utolsó szakaszában német hajtóműveket és kutatási eredményeket zsákmányolt, melyek alapján a Szovjetunió is megkezdte a sugárhajtású repülőgépek fejlesztését, és röviddel a háború befejezése után megindult a Junkers Jumo 004 (szovjet típusjele Klimov RD–10) és a BMW 003 (szovjet jele RD–20) hajtóművek gyártása is.
A Jakovlev-tervezőiroda (OKB–115) már 1945 áprilisában megrendelést kapott egy Jumo 004 hajtóművel hajtott könnyű vadászrepülőgép tervezésére. A gép szokatlan elrendezésű volt, a sugárhajtómű a törzs orrában, a pilótafülke alatt helyezkedett el, az enyhén lefelé irányuló fúvócső pedig a gép törzse alatt kapott helyet (ezt a megoldást már a németek is tanulmányozták).
Ez az elrendezés lehetővé tette, hogy megőrizzék a hagyományos építésű vadászgrepülőgépek szerkezetének egy részét. Jakovlev új gépe, melynek neve eleinte Jak-Jumo volt, a Jak–3 legutolsó, fémszerkezetű sorozatán alapult. Az eredeti géphez képest főként a törzsön változtattak, kisebb módosítások történtek a szárnyon, a pilótafülkén és a kormányfelületeken, de a gép fő jellegzetességeit megőrizték. Az első prototípus építése 1945 októberében fejeződött be, utána egy második is készült. Néhány hónapig földi próbákat tartottak, gurulópróbákat és kisebb szökkenéseket, melyek során szükségessé vált többek között, hogy a farokkereket acélból kell készíteni, mert a gumiabroncsot a sugárhajtóműből kiáramló forró gázok elégették.
1946-ban a repülőgépet átnevezték Jak–15-re és megkezdődtek a próbarepülések. Az első felszállást 1946. április 24-én hajtották végre, néhány órával a MiG–9 első repülése után. A gépet már 1946 szeptemberében bemutatták a tusinói légiparádén. 1946 novemberében a Jak–3-asokat gyártó tbiliszi 31. sz. üzemben legyártottak egy rövid sorozatot kifejezetten abból a célból, hogy november 7-én, az októberi forradalom évfordulóján rendezett díszszemlén szerepeljenek. Ez azonban végül elmaradt a rossz időjárás miatt.
A repülőgép hátrányi közé tartozott – a szokásos gyerekbetegségek mellett – a rövid hatótávolság és repülési idő, a rendkívül rövid (legfeljebb 25 órás) élettartam, a hajtómű bonyolult indítása és a futóművekkel kapcsolatos fokozódó problémák, melyeket a hagyományos légcsavaros hajtásról a sugárhajtásra való áttérés okozott. Másrészt a gép vezetése egyszerű volt és hasonlított a dugattyús motoros Jak-gépekéhez, ez megkönnyítette a pilóták ismerkedését az új hajtóművel. 1947 áprilisában a Jak–15 állami vizsgálatokon szerepelt sikeresen, melynek eredményeképp megkezdődött a hadrendbe állítása és korlátozott sorozatgyártása átmeneti gyakorló vadászrepülőgépként, amíg jobb konstrukció nem állt rendelkezésre. Egyúttal a Jak–15 az első szovjet sugárhajtású vadászgép is lett. Utasítást adtak a típus továbbfejlesztésére, többek között orrkerekes futómű alkalmazására és kétüléses oktató-gyakorló gép tervezésére is, mely végül a Jak–17 megalkotásához vezetett.
Még 1946 vége előtt megindult a sorozatgyártás, melynek látványos eredményeképp 1947. május 1-jén a díszszemlén 50 Jak–15 vett részt. A legyártott repülőgépeket már szovjet RD–10-es hajtóművek hajtották. Ennek köszönhetően a gépeket vagy nem szerelték fel fegyverzettel, vagy csak egyetlen géppuskával. A Jakovlev-iroda adatai szerint a gyártás befejeztéig (1947-ig) összesen 280 gépet készítettek el, bár lehet, hogy egy részüket már Jak–17-ként fejezték be.
A Jak–15-öst nem próbálták ki harci körülmények között, bár az amerikai pilóták azt állították, hogy a koreai háborúban találkoztak Jak–15-ösökkel, azonban sem a Koreai Demokratikus Köztársaságnak, sem Kínának nem szállítottak ilyen gépeket, valószínűleg inkább Jak–17-ek lehettek a szóban forgó vadászgépek.

## Változatok
A gép aerodinamikai tulajdonságainak javítása céljából kidolgozták a Jak–17RD–10 repülőgépet (nem tévesztendő össze a Jak–17-tel). Elődjétől az új, vékonyabb, lamináris profilú szárnyban, a katapultülésben és a golyóálló szélvédőben különbözik. Tekintettel a vékonyabb szárnyra, át kellett tervezni a futóművet, melynek főfutóit a törzshöz csatlakoztatták és hátrafelé lehetett behúzni. A főfutók nyomtávolsága 2 m-rel csökkent. Hátul megmaradt a fém farkerék. A gép első futópróbája 1946 júliusában zajlott le, de végül repülésre nem került sor, mert az orrkerekes megoldás célszerűbbnek mutatkozott.
Még a Jak-–5 sorozatgyártásának beindulása előtt megkezdték a kétüléses iskolaváltozat tervezését a Minisztertanács határozata értelmében, melyet kezdetben a Jumo hajtómű hajtott meg. Ennek a változatnak a neve kezdetben Jak–15V, majd Jak–15UT, végül Jak–21 lett. A Jak–15-től a növendék ülésének hozzáadásával különbözött, melyet az eredeti kabin előtt helyeztek el a törzs üzemanyagtartályának helyére. A két ülésnek közös, hosszúkás cseppformájú kabinteteje volt. A gép 1947. április 5-én repült először. Tervezték a sorozatgyártását, azonban visszavonták, mert előnyösebbnek látszott a Jak-21T változat.
1947 júniusában startolt először a Jak–15U a szériaváltozatból átépített javított vadászváltozat, mely az előzőtől az orrkerekes futóműben különbözött elsősorban, valamint a megnövelt felületű és új formájú vezérsíkokban. 1948 márciusában ez a változat került sorozatgyártásba Jak–17 jelzéssel. Egyúttal gyártásba került az ennek alapján kifejlesztett kétüléses gyakorlóváltozat, melynek jelzése Jak–21T, a széria változatot pedig Jak–17UTI lett.
Egyidejűleg Jakovlev kidolgozott egy teljesen új konstrukciójú, Jak–23 típusjelű vadászgépet is, mely az utolsó volt abban a sorozatban, melyben a hajtómű a pilótafülke alatt helyezkedett el.

## Adatai
- Jelölés = Jak–15 (Як-15)
- Személyzet = 1 fő
- Elrendezés = Középszárnyas, fémépítésű, behúzható hagyományos futóművel
- Első felszállás = 1946. április 24.
- Gyártás = 1946-1947
- Hajtómű = 1 db RD-10 gázturbinás sugárhajtómű
- Tolóerő = 8,83 kN
- Fesztáv = 9,20 m
- Hossz = 8,70 m
- Magasság = 2,27 m
- Szárnyfelület = 14,85 m²
- Saját tömeg = 1852 kg
- Felszálló tömeg = 2742 kg
- Max. sebesség = 786 km/h
- Magasság = 13 350 m
- Hatótáv = 510 km (elméleti) ~ 300 km (gyakorlati)
- Fegyverzet = 1 vagy 2 NSZ–23 23 milliméteres gépágyú (60 lőszerrel) a törzs felső részén

## Fordítás
- Ez a szócikk részben vagy egészben  a   Jak-15 című lengyel Wikipédia-szócikk fordításán alapul.  Az eredeti cikk szerkesztőit annak laptörténete sorolja fel. Ez a jelzés csupán a megfogalmazás eredetét és a szerzői jogokat jelzi, nem szolgál a cikkben szereplő információk forrásmegjelöléseként.